# مينار زارزة
بلدية مينار زارزة هي إحدى بلديات دائرة تسدان حدادة بولاية ميلة الجزائرية.

## الموقع
تقع بلدية مينار زارزة في أقصى شمال غرب ولاية ميلة، على الحدود مع ولاية جيجل وولاية سطيف. تضم أكثر من 20 مجمع سكني تنتشر في كل مناطق البلدية، من بين أهم التجمعات السكانية بها : مركز البلدية تومسات، الفرع البلدي تامولة وأمزل السفلى والعليا، وكذلك قرية عين عالي. وتتميز بمناظرها الجبلية الخلابة، يبلغ عدد سكانها حوالي 22 500 نسمة. يحدها من الجنوب بلدية الرواشد ومن الغرب بلدية تسدان حدادة ومن الشرق بلدية تسالة لمطاعي ومن الشمال بلدية جيملة التابعة إداريا لولاية جيجل، تبعد عن مقر الولاية بحوالي 55كم، يفصل بينها وبين بلدية الرواشد الوادي الكبير،الذي أقيم عليه أكبر سد في الجزائر -سد بني هارون- وتشتهر هذه البلدية بأشجار الزيتون التي تغطي أغلب النواحي الجنوبية منها، لكنها موجهة للاستهلاك المحلي.تمتاز بصعوبة تضاريسها وتتخللها وديان كلها تصب في الوادي الكبير والذي بدوره يصب في سد بني هارون.

## التاريخ
كانت (تامنتوت) مقرا لأهم سوق شعبي بالمنطقة وبالرغم من ذلك فقد كانت تعاني من عزلة خانقة فلا مسالك ولا طرقات إلى غاية حلول المعمر(جول لوشار) Jule Lochard وإنشاء مزرعة للحيوانات بها حيث قام بشق المسالك والطرق بمساعدة ولديه (جول وألبار) ويقول فالي عن لوشار" بأنه معمر استطاع أن يفرض نفسه أمام قسوة الطبيعة، إذ أنه جعل من تامنتوت مثالا حيا عن الاستيطان الفرنسي. وقد كان الابن الأصغر(أبل) هو القائم على شؤون المزرعة في خضم أحداث (8 ماي 45) والتي كان قد مر على إحداثها حينها حوالي 73 سنة.وكانت المزرعة مزودة بالهاتف وبكل المستلزمات وموصولة بطريق يربط تمانتوت بجيجل مرورا بتاكسنة وقد تصادف قبل أحداث 8 ماي 45 بقليل أن أستدعي "أبل لوشار" من طرف عائلته القاطنة بجيجل لمشاركتها احتفالات فوز الحلفاء على النازية ولم يكن يعلم بأن حضوره إلى جيجل قد ينجيه من الموت المحتوم ففي منتصف نهار 09 ماي 1945 هاجم المتظاهرون الآتون من دوار أولاد عامر وزارزة ومن مختلف المشاتي المجاورة مواقع حراس الغابات بتمانتوت. وقد ظهروا على بعد 100 متر من مزرعة عائلة لوشار وهم حاملون العصي والأسلحة البيضاء وبعض البنادق فاتجه فوج منهم صوب مقر الغابات الذي كانت تقطنه عائلات حراس الغابات كعائلة رافائيل المكونة من (رافائيل دوبون رئيس حراس الغابات والبالغ من العمر 55 سنة وزوجته مارغاريت روسو البالغة من العمر 52 سنة وابنهما أندري صاحب الثلاثين ربيعا وزوجته آني لوغلوند والتي كانت في الرابعة والعشرين من عمرها بالإضافة إلى ابنيهما).أما العائلة الثانية فهي عائلة (غوسطاف فارنيي) التي كانت غائبة آنذاك باستثناء رب العائلة وبتاريخ 09 ماي 1945 صباحا كان لرئيس حراس الغابات رافائيل دوبون موعد مع حارس آخر من مركز عين السطاح المدعو مورولي وذلك من أجل القيام بجولة استطلاعية خاصة بجمع الفيلين ولم يكن هذان الشخصان يعلمان بأحداث 08 ماي 1945 والتي بدأت شرارتها الأولى في سطيف وذلك لبعدهما عن مقر سكنيهما أثناء أداء مهمتهما هوجما من طرف المتظاهرين فقضي عليهما هناك وبالمقابل توجهت مجموعة أخرى من المواطنين إلى مقر الغابات بتمانتوت أين تقطن العائلتان السابقتان فوجد هؤلاء الابن رافائيل دوبون والحارس غوسطاف فارنيي يحاولان الدفاع عن المقر وعن العائلة الموجودة بداخله ولكن المدافعين لم يصمدا كثيرا أمام تدفق المواطنين فقضي عليهم ولم ينج إلا طفل صغير، أما ما حدث في مقر الغابات بعين السطاح فتمثل في توجه مجموعة من المتظاهرين إلى حيث يوجد مقر يقطنه كل من دوفاز ومورولي الذي سبق وأن أشرنا إلى مصيره فقد قضي عليه أثناء تأدية مهمته مع دوبون أما دوفاز فإنه اتجه صبيحة ذلك اليوم إلى سوق بني مجالد فهجم المواطنون على منزل الحارس دوفاز وتقدم عياش بودريعة ابن الحناشي فقتل زوجة دوفاز وقد صرح القاتل أثناء محاكمته في قسنطينة قائلا: "عندما كنت متجها إلى سوق بني مجالد صادفني المسمى فوزار وقال لي بأن الحرب قد انطلقت وأن أغلب الفرنسيين قد ماتوا وحان الوقت للقضاء عليهم جميعا" ويواصل بوذريعة قائلا : " اتجهت صوب مقر الغابات بعين السطاح حاملا بندقيتي رفقة 40 مواطنا فوجدت زوجة الحارس دوفاز لازالت هناك مختبئة عند حارس للغابات من أصل جزائري فقمت بإخراجها وقتلها بعدما كان زوجها قد لقي حتفه قبلها بساعتين" أما عن السجين الإيطالي الذي كان بحوزة السلطات الفرنسية والمسمى "ماغري كويساب "فإنه قتل أثناء هروبه ومحاولة وصوله إلى مدينة جيجل وبالضبط في دوار المنار. واستطلاعا لما يجري وقبل مجيء قوات التدخل واللفيف الأجنبي توجه كل من بواسون الإداري الرئيسي وسوبريني الإداري المساعد وأبل لوشار والحارس العام للغابات رفقة أربعة من رجال الدرك إلى تامننتوت لمعاينة الأحداث هناك عن كثب وفي طريقهم وجدوا مجموعة كبيرة من المواطنين يحضرون متاريس لقطع الطريق وبينما هم سائرون باتجاه تامنتوت صادفهم فلاح يعمل بمزرعة لوشار أخبرهم بأن كل حراس الغابات قد قضي عليهم ونصحهم بعدم مواصلة سيرهم وطلب منهم الرجوع إلى جيجل فأخذ هؤلاء بنصيحة هذا الفلاح الوفي لسيده لوشار ورجعوا مهرولين وهكذا بقيت تامنتوت وما جاورها تحت حصار المواطنين إلى غاية ظهيرة 12 ماي 1945 حينما جاءت قوات التدخل بقيادة الرائد "صورياك "والتي أخذت تحرق المداشر وتقتل المواطنين وقد دمرت هذه القوات 7 مداشر وهي (القلة، السملالة، دار معاد، دار الشريف، علاقة، جنان بيبراس ومشتى السطاح) كما تم القبض على عدد كبير من المواطنين قتل بعضهم بمشاتيهم أما الآخرون فنقلوا إلى سجون الكدية ولمباز وغيرها. وقد كانت المحكمة العسكرية بقسنطينة مسرحا لأحداث محاكمة هؤلاء الذين شاركوا في انتفاضة 09 ماي 45 بدوار المنار وزارزة ففي يوم 06 ديسمبر 45 حكمت المحكمة العسكرية على كل من حبيلس عبد المجيد وجمعي العربي ودومة محمد وهباش خليفة بالإعدام بسبب قتل كل من الحارسين دوبون ومورولي أما في 04 جانفي 46 فحكمت المحكمة على كل من بودريعة عياش ومروش بوجمعة بنفس الحكم السابق وذلك بسبب قتل زوجة الحارس دوفاز كما حكمت المحكمة العسكرية بالسجن لمدة 17 سنة على العديد من المواطنين ونذكر منهم فوزار محمد السعيد وفغرور أحمد وطويل صالح وطويل محمد السعيد بلمطيش.

## السكان
بالنسبة لعدد السكان فقد تم مراجعة العدد الإجمالي سنة 2008 حيث سجلت المصالح المختصة 22 535 نسمة، ويبلغ عدد سكانها حاليًا حوالي 27 000 نسمة .أغلبهم من الشباب.
| 1897  | 1902  | 1928  | 1987   | 1998   | 2008   |
| ----- | ----- | ----- | ------ | ------ | ------ |
| 4 196 | 4 393 | 4 511 | 16 988 | 20 620 | 22 535 |

مصادر ·  ·  · 
سكان التجمعات المختلفة في عام 1998: تومسالت، 7 641 نسمة ؛ تامولة، 1 564 نسمة ؛ عين علي العليا، 1 335 نسمة ؛ غدير قروة، 1 092 نسمة ؛ كاع الكاف، 811 نسمة.

## المرافق
- ثانوية [8]